# Powrót króla rock and „rulla”
Powrót króla rock and „rulla” (ang. Rock-A-Doodle) – amerykańsko-irlandzko-brytyjski film animowany w reżyserii Dona Blutha z 1991 roku luźno oparty na sztuce Chantecler Edmonda Rostanda.

## Opis fabuły
Kogut Chanticleer wierzy, że każdego dnia wzbudza swym pianiem Słońce. Pewnej nocy wdaje się w bójkę z nasłanym kogutem przez złowieszcze sowy. Zapomina zapiać, a i tak słońce wschodzi, czym spotyka się z drwinami swych znajomych z rodzinnej farmy. Zawstydzony opuszcza swoją farmę i wyrusza do miasta. Tymczasem Książę Sów zaprowadza wokół wieczną ciemność i deszcz pozbawiając wolności słońce. Sytuację może uratować tylko śpiew Chanticleera.
Historia okazuje się być bajką czytaną przez matkę małemu chłopcu o imieniu Edmond. Kiedy jego matka pomaga reszcie rodziny w zabezpieczeniu farmy podczas burzy, Edmond wzywa Chanticleera. Jednak zamiast niego zjawia się Książę Sów i używa swojego magicznego oddechu, by zmienić Edmonda w kociaka. Ratuje go pies Patou z rodzinnej farmy Chanticleera. Edmond spotyka resztę mieszkańców farmy, którzy chcą odnaleźć Chanticleera i przeprosić go. Ciemność i deszcz grożą farmie zatopieniem, więc Edmond, Patou, myszarka Peepers i sroka Snipes kierują do miasta, gdzie Chanticleer zdobywa sławę jako piosenkarz rock ‘n’ ollowy.

## Obsada
- Toby Scott Ganger – Edmond
- Glen Campbell – Chanticleer (głos)
- Phil Harris – Patou / narrator (głos)
- Christopher Plummer – Książę Sów (głos)
- Sandy Duncan – Peepers (głos)
- Eddie Deezen – Snipes (głos)
- Angeline Ball, Cami Pomeroy – Goldie
- Ellen Greene – Goldie (głos)
- Charles Nelson Reilly – Hunch (głos)
- Sorrell Booke – Pinky (głos)
- Jake Steinfeld –
  - Max (głos),
  - wysłannik Księcia Sów (głos)
- Will Ryan – Stuey (głos)
- Louise Chamis – Minnie (głos)
- T. J. Kuenster, Jim Doherty, John Drummond, and Frank Kelly – słudzy Księcia Sów (głos)
- Kathryn Holcomb – Dorie
- Stan Ivar – Frank
- Christian Hoff – Scott
- Jason Marin – Mark
- Bob Gallico – prezenter radiowy (głos)

## Wersja polska
Wersja polska: Master Film

Reżyseria: Elżbieta Jeżewska

Dialogi: Joanna Klimkiewicz

Dźwięk: Elżbieta Mikuś

Montaż: Jan Graboś

Kierownictwo produkcji: Dorota Suske-Bodych

Teksty piosenek: Andrzej Brzeski

Opracowanie muzyczne: Eugeniusz Majchrzak

Piosenki 'Chanticleera' śpiewał: Michał Milowicz

Wystąpili: 
- Katarzyna Tatarak – Edmond
- Zbigniew Suszyński – Chanticleer / Król (dialogi)
- Michał Milowicz – Chanticleer / Król (śpiew)
- Marcin Troński – Patou / narrator
- Włodzimierz Bednarski – Książę Sów
- Izabella Dziarska –
  - Peepers,
  - Minnie
- Mieczysław Morański – Snipes
- Wojciech Szymański – Hunch
- Joanna Wizmur – Goldie Bażant
- Jan Prochyra – Pinky
- Włodzimierz Nowakowski – Stuey
- Dariusz Odija –
  - Max,
  - prezenter radiowy,
  - nosorożec
- Iwona Rulewicz – Dorie
- Robert Tondera –
  - wysłannik Księcia Sów,
  - członek ekipy filmowej,
  - gazeciarz #2
- Józef Mika – gazeciarz #1

Lektor: Janusz Szydłowski
Film został wydany na DVD. Dystrybucja Cass Film.